# Хилл, Бобби Джо
Тайрон Бобби Джо Хилл (англ. Tyrone Bobby Joe Hill; 12 июля 1943, Хайленд-Парк, округ Уэйн, штат Мичиган, США — 8 декабря 2002, Эль-Пасо, штат Техас, США) — американский баскетболист студенческой команды «УТЭП Майнерс», который под руководством Дона Хаскинса стал в её составе победителем студенческого чемпионата США сезона 1965/1966 годов. В 2007 году «УТЭП Майнерс» была включена в баскетбольный Зал славы.

## Биография
Тайрон Бобби Джо Хилл родился 12 июля 1943 года в городке Хайленд-Парк (округ Уэйн, штат Мичиган), был баскетболистом и лидером по набранным очкам в составе Техасского западного колледжа (ныне Техасский университет в Эль-Пасо) в сезоне 1965/1966 годов. С его помощью команда «Шахтёров» («УТЭП Майнерс») стала в 1966 году победителем турнира Национальной ассоциации студенческого спорта (NCAA). В финале чемпионата встретились две команды: команда «Кентукки Уайлдкэтс» под руководством Адольфа Раппа, состоявшая полностью из «белых» игроков, и команда «УТЭП Майнерс» под руководством Дона Хаскинса, выпустившего на финальную игру только «чёрных» игроков. Победа в финале чемпионата считается одним из самых значимых событий в истории мирового баскетбола, так как до этого момента в чемпионате существовало негласное правило, при котором на поле не могло находиться в составе одной команды больше одного «чёрного» игрока. Бобби Джо Хилл был капитаном команды из Западного Техаса. Также в стартовой пятёрке были Гарри Флурной, Невил Шед, Дейв «Биг Дэдди» Лэттин и Вилли Уорсли. Финальная встреча завершилась со счетом 72—65 в пользу Техаса, 20 очков своей команде принёс именно Джо Хилл. 7 сентября 2007 года команда «УТЭП Майнерс» в полном составе была включена в баскетбольный Зал славы.
После завершения карьеры Джо Хилл остался в Эль-Пасо. Позже он возглавил El Paso Natural Gas. Бобби Джо Хилл скончался 8 декабря 2002 года в возрасте 59 лет от сердечного приступа. Его смерть стала громким событием, на похороны пришли товарищи по команде и бывший тренер Дон Хаскинс. Бобби Джо Хилл похоронен в парке Restlawn Memorial в Эль-Пасо (штат Техас).

## Экранизация
История Бобби Джо Хилла и команды Техаса сезона 1965/1966 годов была экранизирована в 2006 году в художественном фильме «Дорога к славе» (в российском прокате — «Игра по чужим правилам»).